# Sant Miquel de Fluvià
Sant Miquel de Fluvià è un comune spagnolo di 621 abitanti situato nella comunità autonoma della Catalogna.